# JavaBeans
Els JavaBeans són un model de components creat per Sun Microsystems per al desenvolupament d'aplicacions en Java.
L'especificació de JavaBeans de Sun Microsystems els defineix com "components de programari reutilitzables que es puguin manipular visualment en una eina de desenvolupament".
Tot i haver-hi moltes semblances, els JavaBeans no han de confondre's amb els Enterprise JavaBeans (EJB), una tecnologia de components del costat del servidor que és part de Java EE.

## Convencions del JavaBean
Per a funcionar com una classe JavaBean, una objecte classe ha d'obeir certes convencions sobre nomenclatura de mètodes, construcció, i comportament. Aquestes convencions permeten tenir eines que puguin utilitzar, reutilitzar, substituir, i connectar JavaBeans.
Les convencions requerides són:
- La classe ha de ser serializable (capaç de salvar persistentment i de restablir el seu estat).
- Ha de tenir un constructor públic sense arguments.
- Les seves propietats han de ser accessibles mitjançant mètodes get i set que segueixen una convenció de nomenclatura estàndard.
- Ha de contenir determinats mètodes de maneig d'esdeveniments.

## Exemple de JavaBeans
Exemples de JavaBeans
```
// PersonaBean.java

public class PersonaBean implements java.io.Serializable {
 private String nom;
 private Integer edat;

 // Constructor per defecte (sense arguments).
 public PersonaBean() {
 }

 public String getNom() {
 return this.nom;
 }
 public void setNom(String nom) {
 this.nom = nom;
 }

 public Integer getEdat() {
 return this.edat;
 }
 public void setEdat(Integer edat) {
 this.edat = edat;
 }
}

```

```
// TestPersonaBean.java

public class TestPersonaBean {
 public static void main(String[] args) {

 PersonaBean persona = new PersonaBean();
 persona.setNom("Jaume");
 persona.setEdat(new Integer("45"));

 // Sortida: Nom: Jaume 
 // Edat: 45

 System.out.print("Nom: " + persona.getNom());
 System.out.println("Edat: " + persona.getEdat());
 }
}

```